# Verlag Slezak
Der Verlag Josef Otto Slezak KEG war ein in der österreichischen Hauptstadt Wien ansässiger Fachverlag für das Eisenbahnwesen.
Zahlreiche Publikationen des Verlages gelten heute als Standardwerke der österreichischen und der europäischen Eisenbahnliteratur. Manche Titel gelten auch international als Standardwerke, so etwa das von Tadej Braté verfasste Buch über die Dampflokomotiven Jugoslawiens.

## Geschichte
Anlässlich der Einstellung der Salzkammergut-Lokalbahn im Jahr 1957 publizierte der damals als Lehrer tätige Josef Otto Slezak als erstes Werk eine Gedenkschrift, die sich für die damalige Zeit auch sehr kritisch mit den verkehrspolitischen Umständen dieser Streckenstilllegung auseinandersetzte. Diese nach heutigem Verständnis „grüne“ Haltung in einer Epoche, in der Verkehrspolitik primär von der Motorisierung und der Vision einer autogerechten Stadt geprägt war, behielt Slezak sowohl in seiner weiteren Tätigkeit als Verleger als auch als Autor und Co-Autor zahlreicher Werke zum Thema Schienenverkehr konsequent bei.
Ein besonders Augenmerk galt dem Schienenverkehr Österreichs, aber auch Bücher zu internationalen Eisenbahnthemen und Reprints historischer Schriften wurden publiziert.
Die Schriften zur Straßenbahn Wien sind für die Geschichte des städtischen Nahverkehrs der Stadt mittlerweile Standardwerke geworden, auch durch den umfangreichen Fundus fotografischen Materials aus dem Besitz des Verlags bzw. der Familie.
Erfolgreich war der Verlag auch mit Nachdrucken historischer Kursbücher mit Eisenbahnfahrplänen, wie dem letzten Kursbuch Österreich-Ungarns in Friedenszeiten vor dem Ersten Weltkrieg (Ausgabe Nr. 6, August–September 1914). Es umfasste zwei Teile (Österreich gelb, Ungarn grün) und bot die originalen Texte der Eisenbahnfahrpläne Österreich-Ungarns von der Grenze zur Schweiz bis an die Grenze zum damaligen Russland bzw. (über die Bosnische Ostbahn) dem Osmanischen Reich (Sandschak Novi Pazar) samt den Kurswagenläufen, die z. B. von Cannes bis Wołoczyska in der heutigen Ukraine reichen konnten.
Das Unternehmen betrieb daneben das auf Eisenbahnbücher und Fahrpläne spezialisierte Antiquariat boutique transalpin in der Wiedner Hauptstraße. Josef Otto Slezak führte seinen Verlag in seiner gesamten Geschichte mit seiner Ehefrau und seinen Töchtern als Familienunternehmen. Nach seinem Tod im Jahr 2002 wurde das Unternehmen von seinen beiden Töchtern weitergeführt. Im Juli 2008 kündigte die Geschäftsleitung an, dass künftig regelmäßig weitere Titel erscheinen würden. Im Februar 2016 meldete jedoch der Verlag, in ein paar Wochen sein seit 47 Jahren bestehendes Geschäft endgültig zu schließen, was letztendlich nach Abverkauf der Lagerbestände am 12. September 2016 der Fall war.

## Publikationen (Auswahl)

### Eisenbahnverkehr
- J. O. Slezak: Die Lokomotiven der Republik Österreich, 1970, ISBN 3-85416-075-5
- Tadej Braté: Die Dampflokomotiven Jugoslawiens, 1971, ISBN 3-900134-01-4
- Österreichisches Kursbuch. Eisenbahn-, Dampfschiff- & Postkurse in Österreich, Ungarn, Bosnien-Hercegovina. Herausgegeben vom Postkursbureau des k.k. Handelsministeriums. Wien 1914. Ausgabe Nr. 6, August–September 1914. Nachdruck des Österreich-Teils (gelber Umschlag): Wien 1980, Nachdruck zweite Auflage Wien 1987. ISBN 3-900134-65-0. Nachdruck der Fahrpläne von Ungarn und Bosnien (grüner Umschlag): Wien 1985, ISBN 3-85416-114-X
- Fahrplan der österreichischen Bahnen einschließlich des Wiener Nahverkehrs und der südlichen tschechoslowakischen Bahnen. Sommer 1928. Gültig vom 15. Mai bis 6. Oktober. Wien 1988. ISBN 3-85416-140-9
- Walter Krobot, J.O.Slezak, H.Sternhart: Schmalspurig durch Österreich, 4. Auflage, 1991, ISBN 3-85416-095-X
- J. O. Slezak: Von Salzburg nach Bad Ischl, Geschichte der Salzkammergut-Lokalbahn, 2. Auflage, 1995, ISBN 3-85416-170-0
- Hans Peter Pawlik: Technik der Mariazellerbahn, 2001, ISBN 3-85416-189-1
- Adolph Giesl-Gieslingen: Anatomie der Dampflokomotive international, 2. Auflage, 2004, ISBN 3-85416-194-8
- Manfred Hohn: Waldbahnen in Österreich, 1. Auflage 1980 ISBN 3-900134-68-5, 2. erweiterte Auflage 1989, ISBN 3-85416-148-4 (Ergänzungsblätter zur 1. Auflage waren gesondert erhältlich), 3. unveränderte Auflage 2005, ISBN 3-85416-195-6
- Karl Gölsdorf: Lokomotivbau in Alt-Österreich 1837–1918. ISBN 3-900134-40-5 (Reprint).

### Öffentlicher Nahverkehr
- Josef Otto Slezak: Wiener Stadtverkehr – Illusion und Realität, 1978, ohne ISBN (Auswertung des Artikels von J.O.Slezak zum Zustand des Wiener Stadtverkehrs aus 1957).
- [Walter] Krobot, [Josef Otto] Slezak, [Hans] Sternhart: Straßenbahn in Wien. Vorgestern und übermorgen, 2. überarbeitete Auflage, 1983, ISBN 3-85416-076-3
- Hans Peter Pawlik, Josef Otto Slezak: Wiener Straßenbahn-Panorama – Bilder aus der Zeit von 1865 bis 1982, 2. überarbeitete Auflage, 1995, ISBN 3-85416-105-0
- Hans Peter Pawlik, Josef Otto Slezak: Wagners Werk für Wien – Gesamtkunstwerk Stadtbahn, 1999, ISBN 3-85416-185-9